# Camponotus mayri
Camponotus mayri é uma espécie de inseto do gênero Camponotus, pertencente à família Formicidae.